# بوينغ واي إي أل-1
بوينغ واي أي أل -1 (YAL-1) هي طائرة نظام أسلحة ليزر محمول جوي تجريبية من ضمن مشروع  الميغاوات "ليزر كيميائي الأكسجين و اليود" chemical oxygen iodine laser (COIL) التي وضعت داخل طائرة معدلة من طراز بوينغ 747-400F للتكون نظام دفاع صاروخي لتدمير الصواريخ الباليستية التكتيكية أثناء الإقلاع في مرحلة الدفع.

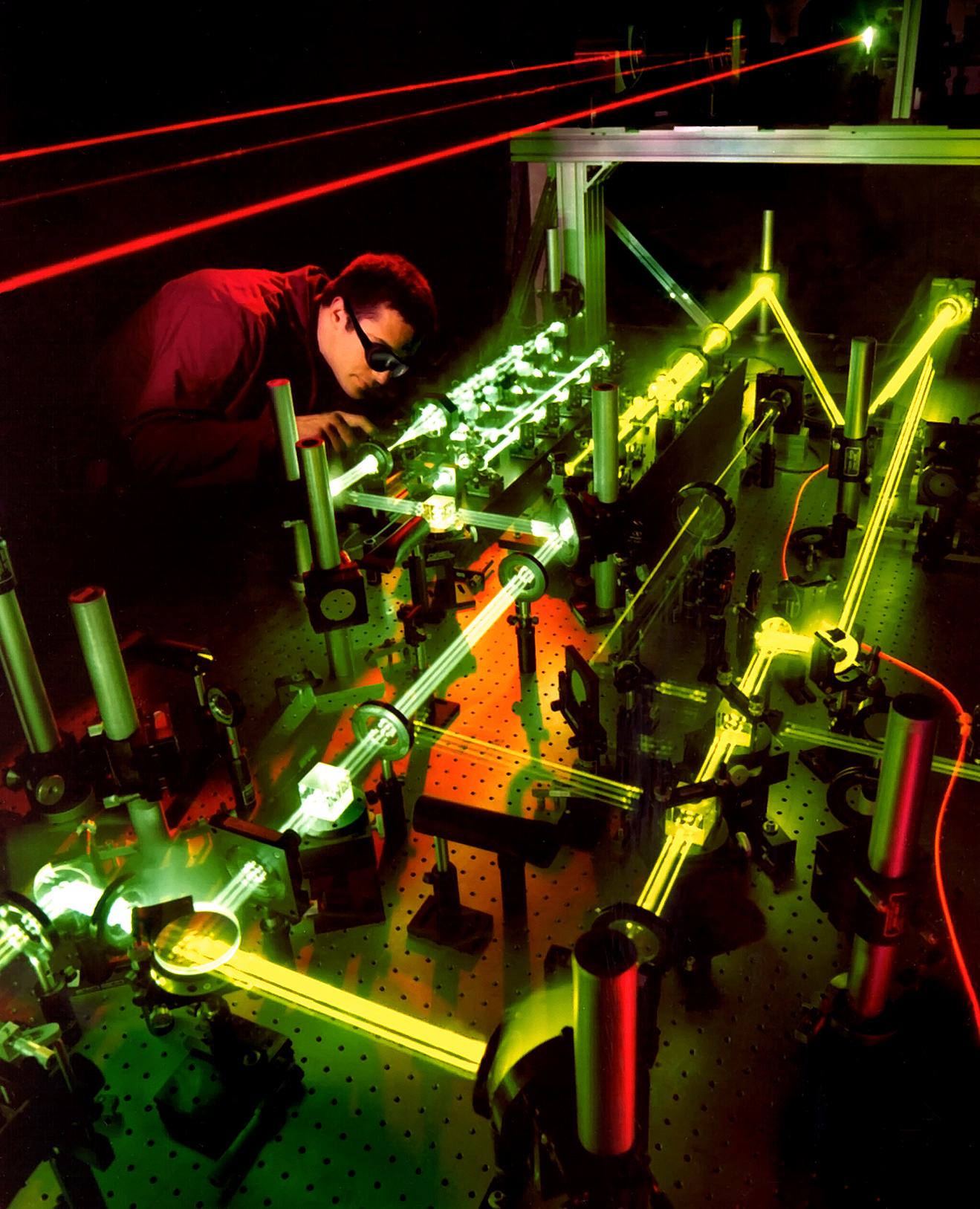
يقوم فني بفحص تفاعل الليزر المتعددة التي سيتم استخدامها على متن الطائرة.

تم اختبار YAL-1 باستخدام ليزر منخفض الطاقة أثناء الطيران على هدف محمول جوا في عام 2007. تم استخدام ليزر عالي الطاقة لاعتراض هدف اختبار في يناير 2010 ، <اسم المرجع = ABL_2010_test /> والشهر التالي ، تم تدمير صاروخين تجريبيين بنجاح. توقف تمويل البرنامج في عام 2010 وتم إلغاء البرنامج في ديسمبر 2011. قامت برحلتها الأخيرة في 14 فبراير 2012 ، إلى +القاعدة الجوية ديفيز-مونثان – في [[توكسون ، أريزونا] ] ، ليتم تخزينها في بوني يارد" من قبل "[مجموعة 309 لصيانة وتجديد الفضاء". تم إلغاؤه في نهاية المطاف في سبتمبر 2014 بعد إزالة جميع الأجزاء القابلة للاستخدام.

## المشغلون
- القوات الجوية للولايات المتحدة
  - 417th اختبار الطيران السرب - إدواردز AFB، كاليفورنيا

## المواصفات
الخصائص العامة
- الطاقم: 6
- الطول: 70.6 m (231 ft 10 in)
- باع الجناح: 64.4 m (211 ft 5 in)
- الارتفاع: 19.4 m (63 ft 8 in)
- وزن الإقلاع الأقصى: 396,890 kg (875,000 lb)
- محرك الطائرة: 4 × جنرال الكتريك سي إف 6-80C2B5F محرك عنفي مروحيs, 276 kN (62,100 lbf) الواحد

الأداء
- السرعة القصوى: Mach 0.92 (630 mph, 1,015 km/h) at 35,000 ft altitude
- سرعة العبور: Mach 0.84 (575 mph, 925 km/h) at 35,000 ft altitude

التسليح

الكترونيات الطيران

- 1 × ABL infrared detector system
- 2 × Target Illuminator lasers

### الاختبار
إلى جانب نظام COIL ، تضمن النظام أيضًا جهازين من الليزر المستهدف من فئة الكيلووات لتتبع الهدف. في 15 مارس 2007 ، أطلقت YAL-1 بنجاح هذا الليزر أثناء الطيران ، وأصابت هدفها. كان الهدف طائرة اختبار NC-135E "Big Crow" التي تم تعديلها خصيصًا مع هدف "لافتة" على جسم الطائرة. تحقق الاختبار من صحة قدرة النظام على تتبع هدف محمول جواً وقياس التشويه الجوي والتعويض عنه.
تضمنت المرحلة التالية في برنامج الاختبار "بديل ليزر عالي الطاقة" (SHEL) ، وهو بديل لـ COIL ، وأظهرت الانتقال من إضاءة الهدف إلى محاكاة إطلاق الأسلحة. تم تثبيت نظام COIL في الطائرة وخضع للاختبار الأرضي بحلول يوليو 2008.
في 6 أبريل 2009 ، أوصى وزير الدفاع روبرت جيتس بإلغاء طائرة ABL الثانية المخطط لها وقال إن البرنامج يجب أن يعود إلى جهود البحث والتطوير. قال جيتس أثناء تقديم التوصية: "يعاني برنامج ABL من مشاكل كبيرة في القدرة على تحمل التكاليف والتقنية والدور التشغيلي المقترح للبرنامج مشكوك فيه للغاية".
كان هناك إطلاق تجريبي قبالة ساحل كاليفورنيا في 6 يونيو 2009. في ذلك الوقت كان من المتوقع أن تكون طائرة Airborne Laser Aircraft جاهزة للتشغيل بحلول عام 2013 بعد نجاح الاختبار. في 13 أغسطس 2009 ، توج أول اختبار على متن الطائرة YAL-1 بإطلاق ناجح لـ SHEL على صاروخ اختبار مُجهز.
أطلقت وكالة الدفاع الصاروخي الأمريكية (MDA) في 18 أغسطس 2009 بنجاح الليزر عالي الطاقة على متن الطائرة أثناء الطيران لأول مرة. أقلعت YAL-1 من قاعدة إدواردز الجوية وأطلقت ليزرها عالي الطاقة أثناء تحليقها فوق صحراء كاليفورنيا العالية. تم إطلاق الليزر في مسعر على متن الطائرة ، والذي يلتقط الشعاع ويقيس قوته.
ي يناير 2010 ، تم استخدام الليزر عالي الطاقة أثناء الطيران لاعتراض ، على الرغم من عدم تدميره ، اختبار "أداة استهداف المدى البديل للصواريخ" (MARTI) في مرحلة التعزيز من الرحلة. في 11 فبراير 2010 ، في اختبار "شعبة الأسلحة في نطاق البحر" قبالة ساحل وسط كاليفورنيا ، نجح النظام في تدمير صاروخ باليستي يعمل بالوقود السائل صاروخ. بعد أقل من ساعة من تدمير ذلك الصاروخ الأول ، كان الصاروخ الثاني - وهو تصميم يعمل بالوقود الصلب - قد "اشتغل بنجاح" ، كما أعلنته جمعية نجمة داود الحمراء ، ولكن لم يتم تدميره ، وتم استيفاء جميع معايير الاختبار. أشار إعلان MDA أيضًا إلى أن ABL دمرت صاروخًا مطابقًا يعمل بالوقود الصلب في رحلة قبل ثمانية أيام. كان هذا الاختبار هو المرة الأولى التي يدمر فيها نظام طاقة موجهة صاروخًا باليستيًا في أي مرحلة اطفئ الضوء. تم الإبلاغ لاحقًا أن الاشتباك الأول في 11 فبراير تطلب وقتًا أقل بنسبة 50 ٪ مما كان متوقعًا لتدمير الصاروخ ، وكان الاشتباك الثاني على صاروخ الوقود الصلب ، بعد أقل من ساعة ، يجب قطعه قبل أن يتم تدميره لأنه مشكلة "اختلال الشعاع".

## وصلات خارجية
- اختبار الليزر – لقطات فيديو
- YAL-1 ABL الصفحة
- الموقع مخصص ليزر محمول جوا
- للرسوم المتحركة يصور الليزر اعتراض الصواريخ البالستية. (AVI)
- بوينغ المدمجة نظام أسلحة الليزر